# The Crucial Test (film 1911)
The Crucial Test è un cortometraggio muto del 1911. Il nome del regista non viene riportato nei credit del film che, prodotto dalla Edison Company, era interpretato da Herbert Prior, Richard Neill e James Gordon.

## Produzione
Il film fu prodotto dalla Edison Company.

## Distribuzione
Distribuito dalla General Film Company, il film - un cortometraggio in una bobina - uscì nelle sale cinematografiche USA il 7 luglio 1911.